# Mölarp

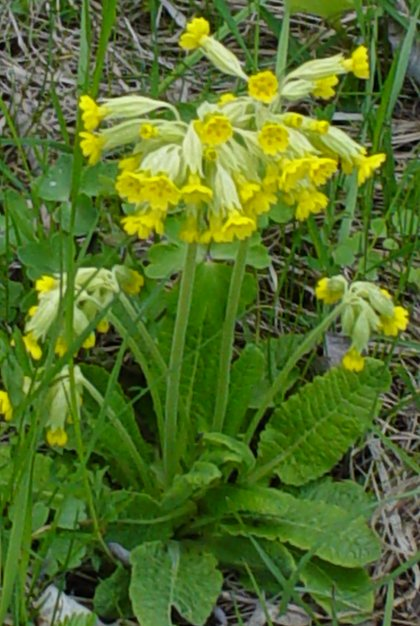
Gullviva

Mölarp är ett naturreservat i Borås kommun i Västra Götalands län.
Naturreservatet ligger vid Viskans utlopp i Öresjö norr om Borås vid Fristad. Området är skyddat sedan 1990 och omfattar 66 hektar. I sydöst gränsar det till naturreservatet Kröklings hage.
Viskan flyter där sydost om Fristad genom en bred dalgång för att längre västerut bilda flera forsar och fall på sin väg ned mot Öresjö. Vid Mölarp grenar sig ån i två armar som omger en ca 8 hektar stor holme, Mölarps ö. På den finns växtlighet med backruta, vårfingerört, gullviva och backtimjan. Större delen av ön är slåtteräng och lövskog. I Viskans rinnande vatten finns öring, strömstare och forsärla.  
Där finns även fornlämningarna såsom gravfält med domarringar och en hällkista. Den senare kallad kungagraven. 

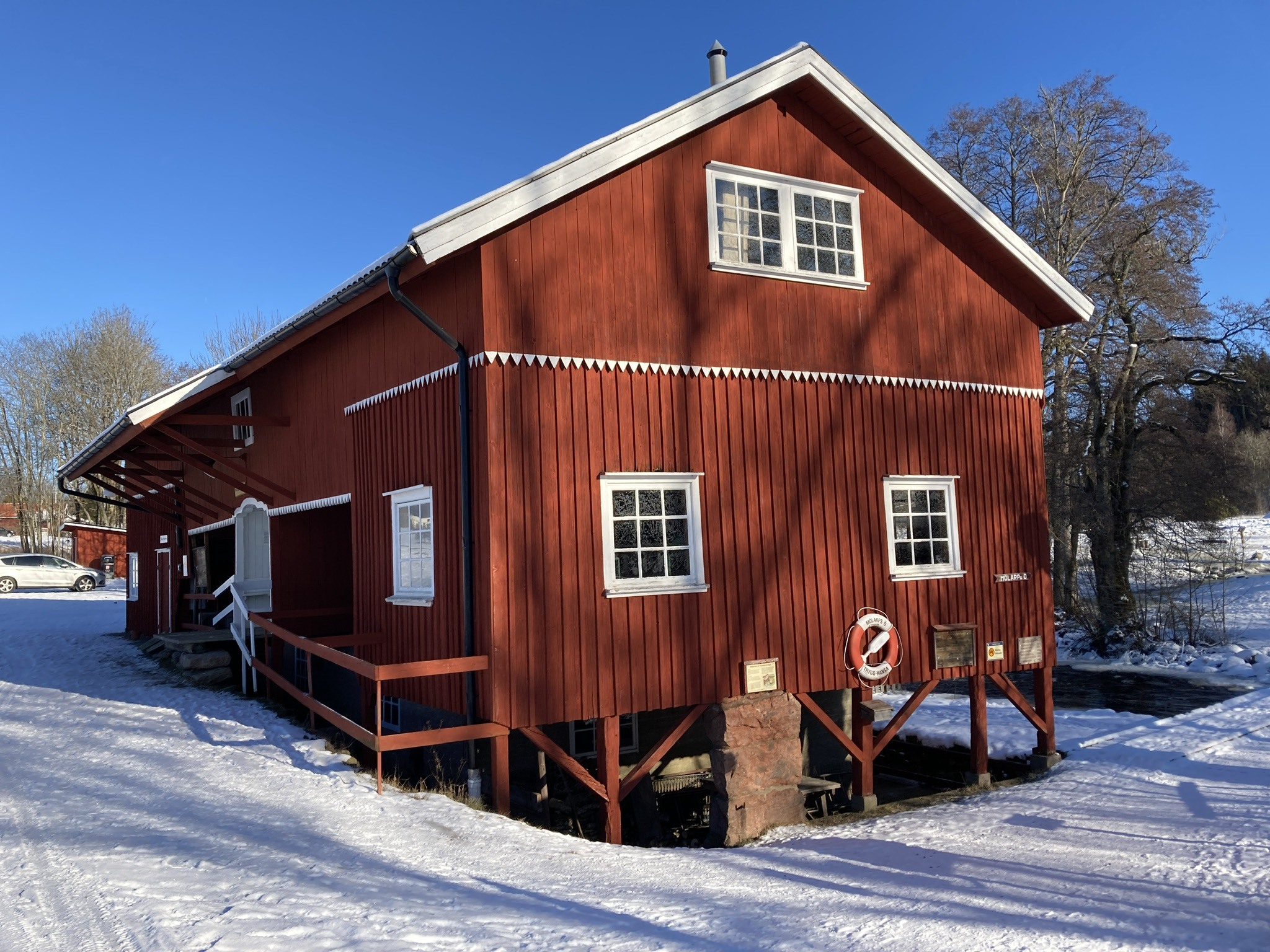
Mölarps kvarn.

Mölarps kvarn har restaurerats och är öppen för besökare.
Området ingår i EU:s ekologiska nätverk av skyddade områden, Natura 2000. Det förvaltas av Västkuststiftelsen